# Diplomatstaden

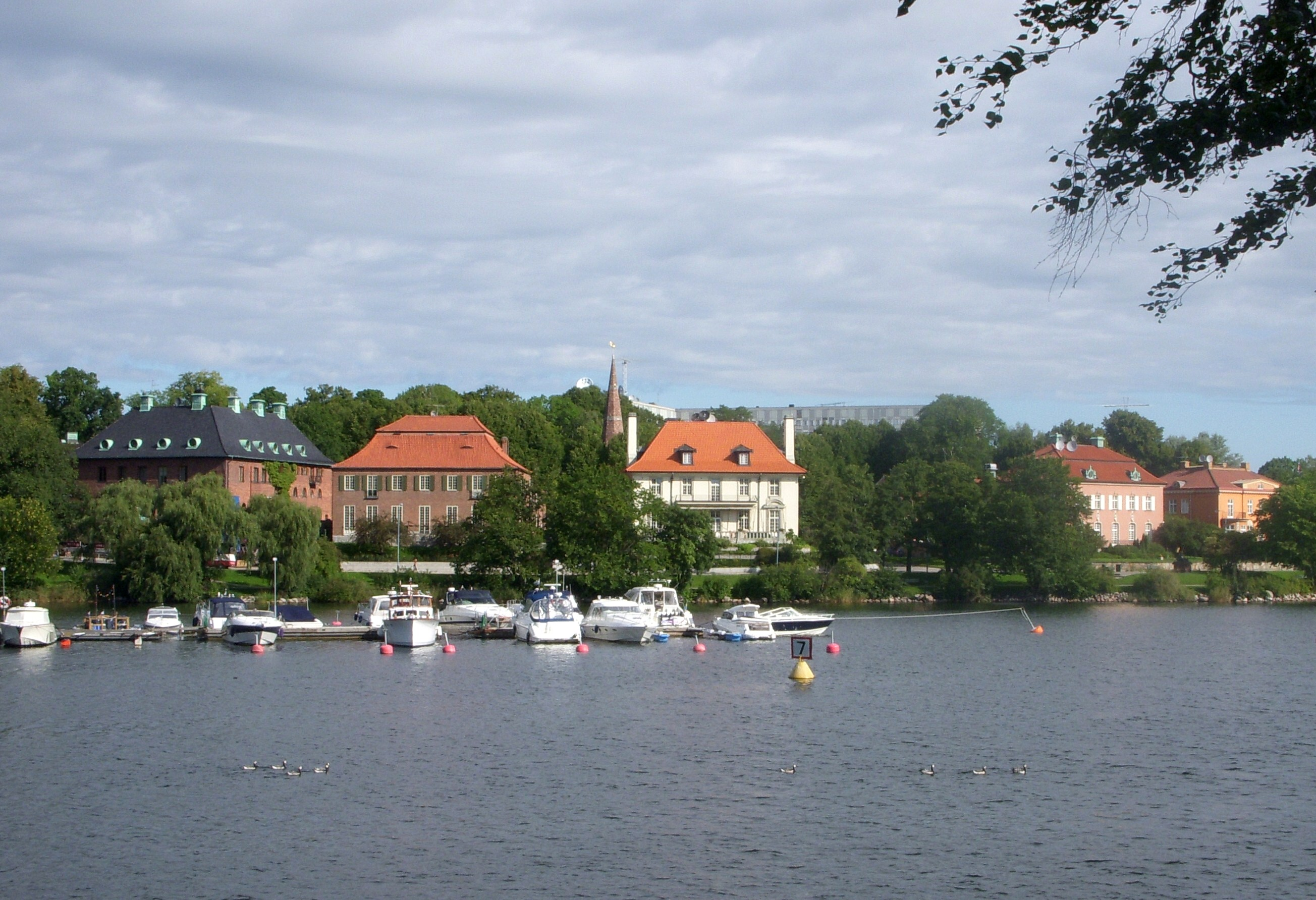
Diplomatstaden, Estocolmo

Diplomatstaden (literalmente "Cidade Diplomata" em português) é um bairro do distrito municipal de Östermalm em Estocolmo, Suécia. 
Seu nome teve origem no número de embaixadas naquela área, dezesseis mais exactamente, incluindo a dos Estados Unidos, da Noruega, da Finlândia, da Alemanha e da Coreia do Sul.
Em Diplomatstaden também se podem encontrar três igrejas, entre elas a Engelska kyrkan (Igreja inglesa), e três museus, o Museu Nacional de Ciência e Tecnologia, o Museu da Marinha e o Museu de Etnografia.

## Trivialidades
- Diplomatstaden é um das propriedades na versão sueca do jogo Monopólio.